# Duda (película)
Duda es una película española de drama estrenada en 1951, dirigida por Julio Salvador y protagonizada en los papeles principales por Conrado San Martín y Elena Espejo.
Está basada en la obra teatral homónima del escritor Emilio Hernández Pino.

## Sinopsis
Dos años después de morir un rico anticuario, su mujer se verá acusada de la muerte de este, tras la aparición en su armario de un frasco de arsénico. Su nuevo marido es un abogado que se encargará de su defensa.

## Reparto
- Conrado San Martín como Enrique Vallar
- Elena Espejo como Ana María Figueroa
- Francisco Rabal como Rafael Figueroa
- Mary Lamar como Rosario Carreras
- Rosita Valero como	Farmacéutica
- María Brú como Doña Teresa
- Luis Pérez de León como Manzanares
- Rafael Navarro como Testigo
- Eugenio Testa como	Don Antonio Herrera
- José Ramón Giner como Guarda / testigo
- José Goula como Juez
- Carlo Tamberlani como Comisario
- Luis Induni como Ayudante del comisario
- Juan Monfort como Ayudante del comisario
- Xan das Bolas como	Sereno
- Modesto Cid como Presidente del tribunal
- Emilio Fábregas como Farmacéutico